# Pío XII y el Holocausto

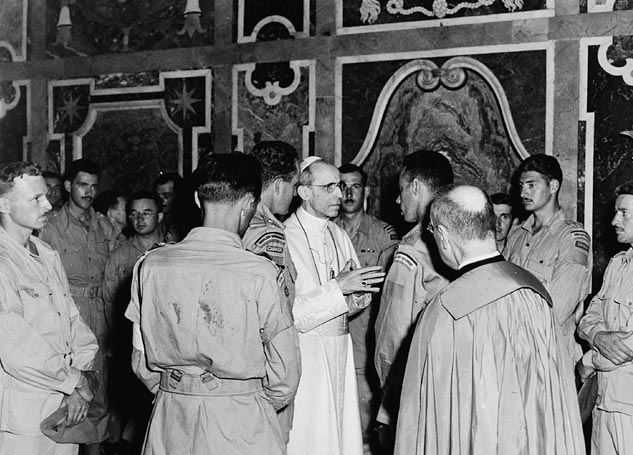
Miembros del 22.º Regimiento Real canadiense en audiencia con el papa Pío XII, tras la liberación de Roma en 1944

El pontificado de Pío XII, de nombre secular Eugenio Pacelli, comenzó el 2 de marzo de 1939 y se prolongó hasta su muerte el 9 de octubre de 1958, abarcando el período de la Segunda Guerra Mundial y el Holocausto, durante el cual millones de judíos y otras personas fueron asesinadas por la Alemania de Adolf Hitler. Antes de ser elegido papa, el cardenal Pacelli fue nuncio apostólico en Alemania y secretario de Estado de la Santa Sede bajo el mandato de Pío XI. 
Su papel durante el periodo nazi ha sido muy analizado y criticado. Los partidarios de Pío XII sostienen que empleó la diplomacia para ayudar a las víctimas de los nazis durante la contienda y, al dirigir a la Iglesia para que proporcionase ayuda discreta a los judíos y a otros perseguidos, salvó cientos de miles de vidas. El papa mantuvo vínculos con la resistencia alemana y compartió información con los Aliados, mientras que al mismo tiempo desarrollaba alianzas con la Alemania nazi y la Italia fascista e incluso llevó a cabo negociaciones secretas con emisarios de Hitler. Sin embargo, las potencias aliadas consideraron inadecuados sus mayores esfuerzos en condenar públicamente el genocidio, mientras que los nazis lo consideraban un simpatizante del bando rival que había deshonrado su propia política de neutralidad.
Algunos críticos de la posguerra han acusado al pontífice de ser demasiado cauto, de "no hacer lo suficiente", o incluso, de "guardar silencio" ante el Holocausto. Sus partidarios han sostenido que salvó a miles, si no a decenas o cientos de miles de judíos al ordenar a la Iglesia que les proporcionara refugio y ayuda, y que proporcionó un liderazgo moral e intelectual en oposición al violento racismo de la ideología. Los archivos del Vaticano sobre el reinado de Pío, abiertos por el Papa Francisco en 2020, confirman que el Vaticano y otras instituciones eclesiásticas sí ayudaron a los judíos, pero centraron sus esfuerzos en los judíos que fueron bautizados como católicos.
Como secretario de Estado, Eugenio Pacelli había sido muy crítico contra el nazismo y, en 1937, ayudó a redactar la encíclica antinazi Mit brennender Sorge, pero ordenó que se destruyeran todas las copias tras la muerte de Pío XI, antes de que se distribuyera el texto. En Summi Pontificatus, su primera encíclica papal, redactada en 1939, Pío XII expresó su consternación por la invasión de Polonia (sin atribuir culpas directamente); reiteró la enseñanza católica en apoyo de la fraternidad universal; y respaldó la resistencia contra quienes se oponen a los principios éticos de los Revelación en el Sinaí y el Sermón de la Montaña. En la Navidad de 1942, una vez que surgieron las pruebas de la matanza industrial de los judíos, el papa realizó un discurso en el que manifestaba su preocupación por el asesinato de "cientos de miles" de personas "intachables" a causa de su "nacionalidad o raza". El grado de los esfuerzos de Pío XII para bloquear las deportaciones nazis de judíos sigue siendo objeto de debate académico. Tras su muerte en 1958, el papa fue elogiado enfáticamente por la ministra de Asuntos Exteriores israelí Golda Meir, y otros líderes mundiales. El presidente Dwight D. Eisenhower lo llamó "enemigo de la tiranía" y "amigo y benefactor de los oprimidos". Su insistencia en la neutralidad del Vaticano y su evitación de nombrar directamente a los nazis como los malvados de la Segunda Guerra Mundial se convirtieron en la base de las críticas contemporáneas y posteriores de algunos sectores. Los estudios de los archivos vaticanos y de la correspondencia diplomática internacional continúan.

## Antecedentes
El gobierno de Hitler coincidió con el pontificado de los papas Pío XI (1922-1939) y Pío XII (1939-1958). La Santa Sede criticó fuertemente el nazismo durante los últimos años de la década de 1920 y a lo largo de los años 1930, siendo el cardenal Eugenio Pacelli (futuro Pío XII) un crítico particularmente abierto. En 1933, el Vaticano firmó un concordato con Alemania, con la esperanza de proteger los derechos de los católicos bajo el gobierno nazi. Los términos del Tratado no fueron cumplidos por Hitler. Según la Enciclopedia Británica: "De 1933 a 1936 [Pío XI] escribió varias protestas contra el Tercer Reich, y su actitud hacia la Italia fascista cambió drásticamente después de que se introdujeran las políticas raciales nazis en Italia en 1938."
Pío XI publicó tres encíclicas contra la creciente ola de totalitarismo europeo: Non abbiamo bisogno (1931) contra el fascismo italiano; Mit brennender Sorge (1937) contra el nacionalsocialismo alemán y Divini redemptoris (1937) contra el comunismo ateo. Non abbiamo bisogno cuestionaba directamente al fascismo italiano como un movimiento pagano que "arrebata a los jóvenes de la Iglesia y de Jesucristo, y que inculca a sus propios jóvenes el odio, la violencia y la irreverencia". Pío XI también cuestionó el nacionalismo extremista del movimiento Action Française y el antisemitismo en Estados Unidos.
En febrero de 1939, con Europa al borde de la guerra, el papa Pío XI falleció y, en marzo del mismo año, Pacelli fue elegido para sucederle, escogiendo el nombre de Pío XII para su pontificado. Alemania fue el único Estado que no envió un representante a su coronación. El nuevo papa presionó a los líderes mundiales, sin éxito, para evitar el estallido de la guerra. Iniciado el conflicto, siguió una política de diplomacia prudente.
A partir de 1942, los nazis empezaron a poner en práctica la solución final para llevar a cabo el genocidio de la población judía europea.

## Protestas contra la Alemania nazi antes del pontificado
Como secretario de Estado del Vaticano, el cardenal Pacelli realizó unas 55 protestas contra la política nazi, incluida su "ideología de la raza". Pacelli también ayudó a Pío XI a redactar en 1937 la crítica a la ideología nazi Mit brennender Sorge. Escrito en parte como respuesta a las Leyes de Nuremberg, el documento no se refería a Hitler o a los nazis por su nombre, pero condenaba las teorías raciales y el maltrato de las personas por motivos de raza. En 1938, Pacelli reafirmó públicamente las palabras de Pío XI sobre la incompatibilidad del cristianismo y el antisemitismo: 

Es imposible que un cristiano participe en el antisemitismo. El antisemitismo es inadmisible; espiritualmente todos somos semitas.

## 1938

### Congreso Eucarístico húngaro
El cardenal Pacelli se dirigió a la Conferencia Eucarística Internacional que tuvo lugar en Budapest, Hungría, entre el 25 y el 29 de mayo de 1938, y, según el estudioso e historiador del Holocausto Michael Phayer, describió a los judíos como personas "cuyos labios maldicen [a Cristo] y cuyos corazones lo rechazan incluso hoy". Phayer afirma que el momento de la declaración, durante un período en el que Hungría estaba en proceso de formular nuevas leyes antisemitas, iba en contra de una declaración del papa Pío XI de septiembre de 1937 que instaba a los católicos a honrar a su padre espiritual Abraham.
Los historiadores Ronald Rychlak y William Doino Jr. han argumentado que Pacelli no se refería a los judíos porque la revista Time no lo mencionó en su informe de la conferencia. Según Rychlak y Doino, Pacelli, al principio de su discurso, habló de la historia bíblica, recordó la Pasión de Cristo y se refirió a las masas que pedían la Crucifixión que habían sido "engañadas y excitadas por la propaganda, las mentiras, los insultos y las imprecaciones al pie de la Cruz", pero sin referirse a los judíos. Más adelante en el discurso, Pacelli se refirió a los que perseguían a la Iglesia en ese momento haciendo cosas como expulsar la religión y pervertir el cristianismo, y como los judíos no hacían esto, sino la Alemania nazi, el Papa "estaba claramente equiparando a los nazis, no a los judíos, con los que perseguían a la Iglesia en épocas anteriores". Informan de que Pacelli retomó entonces el tema de los sufrimientos de Cristo que se repetía en su época a través, en su opinión, de los regímenes totalitarios (no de los judíos) y exhortó a sus oyentes: "Sustituyamos el grito de 'Crucifícale' lanzado por los enemigos de Cristo, por el 'Hosanna' de nuestra fidelidad y nuestro amor"."
Gabriel Wilensky, aunque acepta que Pacelli puede efectivamente aludir a los comunistas y a los nazis al principio del discurso, rechaza la interpretación de Rychlak y Doino que excluye a los judíos.  Wilensky señala que cuando Pacelli habla en un pasaje posterior de la llamada "¡Crucifícalo!" Pacelli se está refiriendo al Nuevo Testamento en el que se describe a los judíos gritando "¡Crucifícalo!" Wilensky señala además que los comentarios de Pacelli eran un estereotipo de la forma en que los judíos eran retratados por la Iglesia como asesinos de Cristo y deicidas.
La influyente revista vaticana La Civiltà Cattolica continuó publicando ataques contra los judíos húngaros durante este período, afirmando que Hungría podría salvarse de la influencia judía, que era "desastrosa para la vida religiosa, moral y social del pueblo húngaro", sólo si el gobierno les prohibía la entrada al país. El historiador del Holocausto Paul O'Shea señala: 

No hay pruebas de que [Pacelli] se opusiera a los desplantes antijudíos de Civiltà Cattolica, que, como Secretario de Estado de Pío XI, aprobaba al menos tácitamente. El Papa o su Secretario de Estado daban el visto bueno final al contenido editorial de la revista. Es imposible que el cardenal Pacelli no conociera la judeofobia escrita en Civiltà.

## 1939

### Oposición nazi a la elección papal de Pacelli
El régimen nazi desaprobó la elección de Pacelli como papa. El historiador del Holocausto Martin Gilbert escribió: 

Las críticas de Pacelli fueron tan abiertas que el régimen de Hitler presionó contra él, tratando de evitar que se convirtiera en el sucesor de Pío XI. Cuando se convirtió en papa, como Pío XII, en marzo de 1939, la Alemania nazi fue el único gobierno que no envió un representante a su coronación.

El 4 de marzo de 1939, Joseph Goebbels anotó en su diario que Hitler estaba considerando la posibilidad de derogar el Reichskonkordat a la luz de la elección papal de Pacelli y añadió que aquello seguramente sucedería cuando el nuevo pontífice "emprenda su primer acto hostil".

### Esfuerzos para evitar la guerra
Pío XII presionó a los líderes mundiales para evitar el estallido de la Segunda Guerra Mundial. Con Polonia invadida, pero Francia y los Países Bajos aún por atacar, el nuevo papa continuó esperando una paz negociada para evitar la propagación del conflicto. El presidente estadounidense Franklin D. Roosevelt, de mentalidad similar, comenzó a restablecer las relaciones diplomáticas estadounidenses con el Vaticano tras un paréntesis de setenta años y envió a Myron C. Taylor como su representante personal. La correspondencia estadounidense hablaba de "esfuerzos paralelos por la paz y el alivio del sufrimiento". A pesar del temprano colapso de las esperanzas de paz, la misión de Taylor continuó en el Vaticano.

### Reacción a las leyes raciales
En 1939, poco después de su elección como papa, Pío XII nombró a varios destacados académicos judíos para ocupar puestos en el Vaticano, después de haber sido despedidos de las universidades italianas en virtud de las leyes raciales del líder fascista Benito Mussolini. Más tarde, el pontífice ideó un acuerdo –aprobado formalmente el 23 de junio de 1939– con el presidente de Brasil Getúlio Vargas para expedir tres mil visasdos a "católicos no arios".
Sin embargo, a lo largo de los dieciocho meses siguientes, el Consejo de Inmigración y Colonización (CIC) de Brasil siguió endureciendo las restricciones para la expedición de visados –incluyendo la exigencia de un certificado de bautismo con fecha anterior a 1933, una importante transferencia monetaria al Banco do Brasil, y la aprobación de la Oficina de Propaganda brasileña en Berlín– culminando en la cancelación del programa catorce meses después, tras la emisión de menos de mil visados, en medio de sospechas de "conducta impropia" (es decir, seguir practicando el judaísmo).

### Summi Pontificatus
Summi Pontificatus fue la primera encíclica papal de Pío XII, publicada el 20 de octubre de 1939.  La encíclica lleva como subtítulo "Sobre la unidad de la sociedad humana". Durante la redacción de la carta, comenzó la Segunda Guerra Mundial con la invasión nazi/soviética de la Polonia católica. En un lenguaje diplomático, el pontífice apoya la resistencia católica y desaprueba la guerra, el racismo, la invasión de Polonia y las persecuciones a la Iglesia. Siguiendo los temas tratados en Non abbiamo bisogno (1931), Mit brennender Sorge (1937) y Divini redemptoris (1937), escribió sobre la necesidad de devolver a la Iglesia a quienes seguían "una norma falsa . ... engañados por el error, la pasión, la tentación y el prejuicio, [que] se han alejado de la fe en el Dios verdadero". También declaró que "los cristianos, desgraciadamente, más de nombre que de hecho" mostraban "cobardía" ante la persecución de estos credos, y, avalando la resistencia, escribió:

¿Quién, entre los "Soldados de Cristo" –eclesiásticos o laicos–, no se siente incitado y espoleado a una mayor vigilancia, a una resistencia más decidida, a la vista de las huestes cada vez más numerosas de los enemigos de Cristo; cuando percibe que los portavoces de estas tendencias niegan o descuidan en la práctica las verdades vivificantes y los valores inherentes a la creencia en Dios y en Cristo; al percibir que rompen sin miramientos las Tablas de los Mandamientos de Dios para sustituirlas por otras tablas y otras normas despojadas del contenido ético de la Revelación del Sinaí, normas en las que no tiene cabida el espíritu del Sermón de la Montaña y de la Cruz...
Pío XII, Summi Pontificatus

Pío XII escribió sobre una época que requería "caridad" para las víctimas que tenían "derecho" a la compasión.
John Cornwell señala las "poderosas palabras" sobre el tema de la "unidad del género humano" y el uso de una cita de san Pablo según la cual en Cristo no hay "ni griegos ni judíos, ni circuncisión ni incircuncisión". Frank Coppa escribió que "Es cierto que la primera encíclica de Pío XII, del 20 de octubre de 1939, rechazaba las pretensiones de autoridad estatal absoluta propugnadas por los poderes totalitarios, pero su denuncia era más general que específica y difícil de descifrar."
Los aliados occidentales lanzaron folletos sobre Alemania con una traducción en alemán de la encíclica del papa y difundieron su contenido. En Berlín, von Bergen declaró que el papa había dejado de ser neutral, mientras que en Italia Mussolini permitió la impresión de la encíclica. Guenter Lewy señala que la Gestapo consideró el contenido lo suficientemente "inocuo y ambiguo" como para permitir su lectura desde los púlpitos. Afirma además que las declaraciones del papa en la encíclica relativas a su intención de "dar testimonio de la verdad" sin temor a la oposición, junto con sentimientos similares expresados por el episcopado alemán, "se quedaron en una fórmula vacía ante la tragedia judía". Saul Friedländer también señala que Pío XII no dijo nada sobre la persecución de los judíos. Susan Zuccotti opina que el papa fracasó "estrepitosamente" en el cumplimiento de las promesas hechas en la encíclica a la "luz de su posterior silencio ante los horrores atroces". Para Zucotti, la carta no puede ser descrita como una campaña contra el antijudaísmo, pero aun así "fue una declaración valiosa". Owen Chadwick señala que los alemanes, incluso permitiendo su lectura desde muchos púlpitos, detuvieron su impresión y distribución y la Gestapo ordenó investigar a las personas que lo leyeron o intentaron distribuirlo. Chadwick concluye que Summi Pontificatus "a su manera fue un ataque tan fuerte a la política nazi como lo fue Mit brennender Sorge".

#### Mensaje ambiguo sobre el racismo
En Summi Pontificatus, Pío XII reiteró el compromiso católico con la fraternidad humana, en un pasaje que algunos comentaristas han visto como una condena indirecta del racismo y el antisemitismo:

De acuerdo con estos principios de igualdad, la Iglesia dedica su atención a formar un clero nativo culto y a aumentar gradualmente el número de obispos nativos. Y para dar expresión externa a estas, Nuestras intenciones, hemos elegido la próxima Fiesta de Cristo Rey para elevar a la dignidad episcopal en la Tumba de los Apóstoles a doce representantes de pueblos y razas muy diferentes. En medio de los contrastes perturbadores que dividen a la familia humana, que este acto solemne proclame a todos Nuestros hijos, esparcidos por el mundo, que el espíritu, la enseñanza y la obra de la Iglesia no pueden ser nunca otros que los que predicó el Apóstol de las gentes: "revestirse de lo nuevo, (el hombre) renovado hasta el conocimiento, según la imagen del que lo creó". Donde no hay ni gentil ni judío, ni circuncisión ni incircuncisión, ni bárbaro ni escita, ni esclavo ni libre. Sino que Cristo es todo y en todo (Colosenses iii. 10, 11).

Ronald Rychlak escribió que "la equiparación de gentiles y judíos tendría que verse como un claro rechazo de la ideología fundamental de Hitler". Martin Rhonheimer interpretó que el texto carecía de una referencia "explícita" al racismo, pero que contenía una referencia "implícita" al mismo en la sección sobre "La unidad de la raza humana", que cree que es posiblemente un eco de la encíclica contra el racismo que nunca se publicó y que habría tratado el antisemitismo y la "cuestión judía", temas no tratados en Summi Pontificatus. Rhonheimer consideraba que la encíclica no condenaba la "forma moderna" de antisemitismo social, político y económico impulsado por el antijudaísmo tradicional y que, según él, era compartido por los católicos en diversos grados. Tim Parks ha observado igualmente que el texto no aborda explícitamente el racismo, y David Kertzer señala que los periódicos alemanes interpretaron sectariamente la encíclica como un apoyo a la causa alemana.

#### Invasión de Polonia
En Summi Pontificatus, en las consecuencias de la invasión de Polonia por parte de la Alemania nazi y la Unión Soviética, Pío XII expresó su consternación por el estallido de la guerra –"la temible tempestad de la guerra ya se está desencadenando a pesar de todos Nuestros esfuerzos por evitarla"– y declaró su simpatía por el pueblo polaco y la esperanza de la resurrección de su nación:

La sangre de innumerables seres humanos, incluso no combatientes, eleva un canto lastimero sobre una nación como nuestra querida Polonia, que, por su fidelidad a la Iglesia, por sus servicios en la defensa de la civilización cristiana, escritos con caracteres indelebles en los anales de la historia, tiene derecho a la simpatía generosa y fraterna del mundo entero, mientras espera, contando con la poderosa intercesión de María, Auxilio de los cristianos, la hora de una resurrección en armonía con los principios de la justicia y de la verdadera paz.

Phayer interpreta la encíclica, de modo muy subjetivo y parcial, como una condena a la guerra pero no a la invasión. La Iglesia católica en Polonia fue objeto de una brutal represión nazi.
En mayo de 1942, el papa nombró a un administrador apostólico alemán para las tierras de la Polonia ocupada por los nazis (Wurtheland). Según Phayer, esto fue visto como un reconocimiento implícito de la ruptura de Polonia y que, junto con el hecho de que el pontífice no censurara explícitamente la invasión, provocó un sentimiento de traición entre los polacos.
En diciembre de 1942, el presidente polaco en el exilio escribió a Pío XII apelando a que "el silencio debe ser roto por la Sede Apostólica".

### Encíclica oculta
Walter Bussmann ha argumentado que, siendo Secretario de Estado, el cardenal Pacelli disuadió a Pío XI de condenar la Noche de los cristales rotos en noviembre de 1938, cuando fue informado por el nuncio papal en Berlín. Asimismo, un borrador, preparado para septiembre de 1938, para una encíclica, titulado Humani generis unitas ("Sobre la unidad del género humano"), no fue, según los dos editores del proyecto de texto y otras fuentes, remitido al Vaticano por el general jesuita Włodzimierz Ledóchowski. El 28 de enero de 1939, once días antes de la muerte de Pío XI, un decepcionado Gundlach informó al autor La Farge: "Esto no puede continuar así. El texto no ha sido remitido al Vaticano".
Había hablado con el asistente americano del Padre General, que prometió investigar el asunto en diciembre de 1938, pero no informó. Contenía una condena abierta y clara del colonialismo, el racismo y el antisemitismo. Algunos historiadores han argumentado que Pacelli se enteró de su existencia sólo después de la muerte de Pío XI y que no lo promulgó como papa.

## 1940-1941

### Apoyo papal a la resistencia alemana
El Holocausto fue posible gracias a la conquista alemana de Europa. Pío XII intentó detener esta conquista. Con Polonia invadida, pero con Francia y los Países Bajos aún por atacar, la resistencia alemana buscó la ayuda del papa en los preparativos de un golpe para derrocar a Hitler. El coronel Hans Oster de la Abwehr envió al abogado muniqués y devoto católico Josef Müller en un viaje clandestino a Roma para obtener la ayuda de Pío XII en el complot en desarrollo. El pontífice, comunicándose con el británico Francis d'Arcy Osborne, canalizó las comunicaciones de ida y vuelta en secreto. El papa advirtió a los gobiernos de Bélgica y los Países Bajos de que Alemania planeaba una invasión para el 10 de mayo de 1940. Según Peter Hebblethwaite, los alemanes "consideraron el comportamiento del papa como equivalente al espionaje". Tras la caída de Francia, siguieron llegando propuestas de paz desde el Vaticano, a las que Winston Churchill respondió con determinación que Alemania tendría que liberar primero sus territorios conquistados. Las negociaciones resultaron finalmente infructuosas. Las rápidas victorias de Hitler sobre Francia y los Países Bajos desinflaron la voluntad de los militares alemanes de resistir a Hitler. El pontífice continuó comunicándose con la resistencia.

### Petición en nombre de los judíos
En 1940, Pío XII pidió a los miembros del clero, en papel con membrete del Vaticano, que hicieran todo lo posible en favor de los judíos internados.

## 1942

### Discurso de Navidad de 1942 al Colegio de Cardenales
En diciembre de 1942, en su discurso de Navidad a los miembros de la curia romana, Pío XII comenta cómo tanto la Iglesia como sus ministros experimentan el "signo de la contradicción" cuando tratan de defender la verdad y la virtud para el bienestar de las almas.  El Papa se pregunta si tales esfuerzos de amor y de sacrificio pueden, sin embargo, ser motivo de lamentación, de pusilanimidad o de debilitamiento del valor y del celo apostólico.  La respuesta es negativa:

El merecido lamento del apóstol... es el pesar que pesaba en el corazón del Salvador y que le hacía derramar lágrimas a la vista de Jerusalén, el lugar que a su invitación y a su gracia oponía una ceguera tan obstinada y una falta de reconocimiento tan pertinaz, que la llevaría por el camino de la culpa, al final al deicidio.

El historiador Guido Knopp describe estos comentarios de Pío como "incomprensibles" en una época en la que "Jerusalén estaba siendo asesinada por millones".

### Los Países Bajos
El 26 de julio de 1942, los obispos holandeses, entre ellos el arzobispo Johannes de Jong, emitieron un decreto que condenaba abiertamente las deportaciones nazis de trabajadores holandeses y judíos. La respuesta nazi fue la detención de más de 40 000 católicos de ascendencia judía de los que nunca más se supo. Después de este suceso, la hermana Pascalina Lehnert dijo que el Papa estaba convencido de que mientras la protesta del obispo costó cuarenta mil vidas, una protesta suya significaría al menos doscientas mil vidas inocentes que no estaba dispuesto a sacrificar. Mientras que los políticos, los generales y los dictadores podían jugar con la vida de las personas, un Papa no podía hacerlo. Pío XII repitió a menudo lo que le dijo al embajador italiano en el Vaticano en 1940: Nos gustaría pronunciar palabras de fuego contra tales acciones [las atrocidades alemanas] y lo único que nos impide hablar es el miedo a empeorar aún más la situación de las víctimas

### Cartas de 1942
El 18 de septiembre de 1942, Pío recibió una carta de Monseñor Montini (futuro Papa Pablo VI), en la que decía: "las masacres de los judíos alcanzan proporciones y formas espantosas". Más tarde, ese mismo mes, Myron Taylor, representante de Estados Unidos en el Vaticano, advirtió a Pío que el "prestigio moral" del Vaticano estaba siendo herido por el silencio sobre las atrocidades europeas. Según Phayer, esta advertencia fue repetida simultáneamente por los representantes de Gran Bretaña, Brasil, Uruguay, Bélgica y Polonia.
El 26 de septiembre de 1942, Taylor hizo llegar a Pío un memorando del Gobierno de los Estados Unidos en el que se exponía la información recibida de la Agencia Judía para Palestina, según la cual los judíos de todo el Imperio nazi estaban siendo sistemáticamente "masacrados". Taylor preguntó si el Vaticano podría tener alguna información que pudiera tender a "confirmar los informes", y en caso afirmativo, qué podría hacer el Papa para influir en la opinión pública contra las "barbaridades". El cardenal Maglione entregó a Harold H. Tittmann, Jr. una respuesta a la carta el 10 de octubre. La nota agradecía a Washington la transmisión de la información, y confirmaba que los informes sobre medidas severas contra los judíos habían llegado al Vaticano desde otras fuentes, aunque no había sido posible "verificar su exactitud". No obstante, la Santa Sede está aprovechando todas las oportunidades para mitigar el sufrimiento de estos desafortunados.
En diciembre de 1942, cuando Tittmann preguntó al cardenal secretario de Estado Maglione si Pío emitiría una proclama similar a la declaración de los aliados "Política alemana de exterminio de la raza judía", Maglione respondió que el Vaticano era "incapaz de denunciar públicamente atrocidades particulares".

### Mensaje de Navidad de 1942
En su discurso de Navidad de 1942, Pío XII hizo un llamamiento al mundo para que echara una larga y dura mirada a "las ruinas de un orden social que ha dado tan trágicas pruebas de su ineptitud".

La humanidad debe ese voto a los innumerables exiliados que el huracán de la guerra ha arrancado de su tierra natal y dispersado en la tierra del extranjero; que pueden hacer suyo el lamento del Profeta: "Nuestra herencia se ha convertido en extranjeros; nuestra casa, en extraños". La humanidad debe ese lamento a los cientos de miles de personas que, sin ninguna culpa por su parte, a veces sólo por su nacionalidad o raza, han sido consignados a la muerte o al lento exterminio.

La Oficina Central de Seguridad del Reich de Heinrich Himmler analizó el mensaje de Navidad de Pío y concluyó:

De una manera nunca conocida, el Papa ha repudiado el Nuevo Orden Europeo Nacional Socialista. Su discurso radiofónico fue una obra maestra de falsificación clerical de la Weltanschauung nacionalsocialista ... el Papa no se refiere a los nacionalsocialistas de Alemania por su nombre, pero su discurso es un largo ataque a todo lo que representamos ... Dios, dice, considera a todos los pueblos y razas como dignos de la misma consideración. Aquí habla claramente en nombre de los judíos ... Que este discurso está dirigido exclusivamente contra el Nuevo Orden en Europa, tal como se ve en el nacionalsocialismo, está claro en la declaración papal de que la humanidad tiene una deuda con "todos los que durante la guerra han perdido su Patria y que, aunque personalmente no tienen culpa, han sido asesinados o reducidos a la más absoluta indigencia por su nacionalidad y origen". Aquí acusa prácticamente al pueblo alemán de injusticia hacia los judíos y se convierte en portavoz de los criminales de guerra judíos.

Por el contrario, según Galeazzo Ciano, Mussolini comentó el mensaje del Papa con sarcasmo: "Se trata de un discurso de perogrullo que podría pronunciar mejor el párroco de Predappio".

## 1943

### Ad maiora mala vitanda
El 30 de abril de 1943, Pío escribió al obispo Von Preysing de Berlín para decirle: 

Damos a los párrocos que trabajan en el ámbito local el deber de determinar si el peligro de represalias y de diversas formas de opresión ocasionadas por las declaraciones episcopales ad maiora mala vitanda (para evitar lo peor) ... parecen aconsejar la prudencia y en qué medida. Aquí radica una de las razones por las que nos imponemos autocontención en nuestros discursos; la experiencia, que hicimos en 1942 con los discursos papales, que autorizamos a transmitir a los creyentes, justifica nuestra opinión, por lo que vemos. ... La Santa Sede ha hecho todo lo que estaba en su mano, con ayuda caritativa, financiera y moral. Por no hablar de las importantes sumas que hemos gastado en dinero americano para los pasajes de los emigrantes.

### Noticias del padre Scavizzi
En la primavera de 1943, Pirro Scavizzi, un sacerdote italiano, le dijo a Pío XII que el asesinato de los judíos era "ahora total", incluso los ancianos y los niños estaban siendo destruidos "sin piedad". Se dice que el papa rompió a llorar incontroladamente.
El pontífice dijo al padre Scavizzi: "A menudo he considerado la excomunión, para castigar a los ojos del mundo entero el temible crimen del genocidio. Pero después de muchas oraciones y muchas lágrimas, me doy cuenta de que mi condena no sólo no ayudaría a los judíos, sino que incluso podría empeorar su situación... Sin duda, una protesta me granjearía los elogios y el respeto del mundo civilizado, pero habría sometido a los pobres judíos a una persecución aún peor".

### Intento de secuestro
En 1943 Hitler, supuestamente, formuló planes para ocupar el Vaticano y arrestar a Pío XII y a los cardenales de la Curia Romana. Según Peter Gumpel, historiador encargado del proceso de canonización de Pío, el papa dijo a los principales obispos que, en caso de ser detenido por las fuerzas nazis, su renuncia tendría efecto inmediato y que la Santa Sede se trasladaría a otro país, concretamente a Portugal, donde el Colegio Cardenalicio elegiría un sucesor. Algunos historiadores sostienen que la razón por la que Hitler quería capturar al papa era porque le preocupaba que Pío XII siguiera hablando en contra del modo en que los nazis trataban a los judíos. Sin embargo, el plan nunca se llevó a cabo, y al parecer, fue frustrado por el general nazi Karl Wolff. Tanto el historiador británico Owen Chadwick como el editor jesuita de la ADSS, Robert A. Graham, descartaron la existencia de un complot como una creación del Ejecutivo de Guerra Política. Sin embargo, con posterioridad a esos relatos, Dan Kurzman publicó en 2007 una obra que, según él, establece el complot como un hecho.

### Ocupación alemana de Roma
Según Joseph Lichten, el Consejo de la Comunidad Judía de Roma pidió ayuda al Vaticano para satisfacer una demanda nazi de cien libras troy (37,3 kilogramos) de oro. El Consejo había podido reunir setenta libras (26,1 kg.), pero a menos que se produjera la cantidad completa en treinta y seis horas se había dicho que trescientos judíos serían encarcelados. El papa ofreció un préstamo sin intereses y sin límite de tiempo, según el rabino jefe de Roma, Zolli. Sin embargo, la comunidad judía romana se las arregló para cumplir con el requisito, y entregó el oro a los ocupantes el 28 de septiembre. A pesar del pago del rescate, 1015 judíos fueron deportados el 16 de octubre de 1943 en la razzia romana y 839 de ellos fueron asesinados en campos de concentración y de exterminio. Muchos otros fueron también asesinados el 24 de marzo de 1944, en el Fosse Ardeatine.

### El llamamiento del nuncio Orsenigo a Hitler

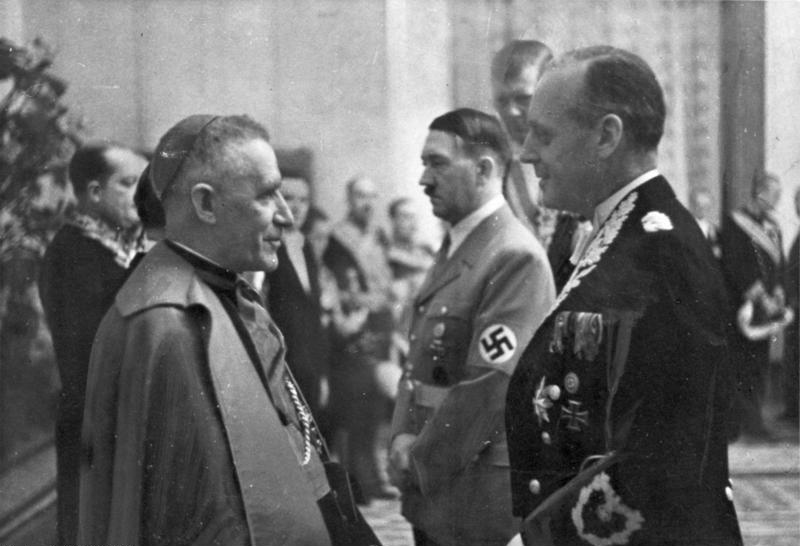
Cesare Orsenigo con Hitler y von Ribbentrop

En noviembre de 1943, el nuncio Cesare Orsenigo habló con el líder del Tercer Reich en nombre del papa Pío XII. En su conversación con Hitler habló de la situación de los pueblos perseguidos en el Tercer Reich, aparentemente refiriéndose a los judíos. Esta conversación con el líder nazi no condujo a ningún éxito. Durante gran parte de la conversación Hitler se limitó a ignorar a Orsenigo; se fue a la ventana y no escuchó.

## 1944-1945

### Acciones de Angelo Roncalli
Parte del debate histórico en torno a Pío XII se ha referido al papel del nuncio Angelo Roncalli, el futuro Juan XXIII, en el rescate de judíos durante la guerra. Mientras que algunos historiadores han sostenido que Roncalli actuaba como nuncio en nombre del papa, otros han dicho que actuaba por su cuenta cuando intervenía en favor de los judíos, como parece por la posición bastante independiente que adoptó durante la controversia sobre los huérfanos judíos. Según Michael Phayer, Roncalli siempre dijo que había actuado por orden de Pío XII en sus acciones de rescate de judíos.
Según la Fundación Raoul Wallenberg, Roncalli envió una solicitud para que el Vaticano averiguara si otros países neutrales podían conceder asilo a los judíos, para que informara al gobierno alemán que la Agencia Judía de Palestina tenía 5000 certificados de inmigración disponibles y para que pidiera a Radio Vaticano que transmitiera que ayudar a los judíos era un acto de misericordia aprobado por la Iglesia. En 1944 Roncalli utilizó mensajeros diplomáticos, representantes papales y las Hermanas de Nuestra Señora de Sión para transportar y expedir certificados de bautismo, certificados de inmigración y visados –muchos de ellos falsificados– a los judíos húngaros. Un despacho de Roncalli –fechado el 16 de agosto de 1944– al nuncio papal en Hungría ilustra la intensidad de la "Operación Bautismo".

### Larazziaromana
El 28 de octubre de 1943, Ernst von Weizsäcker, embajador alemán en el Vaticano, telegrafió a Berlín que "el Papa no se ha dejado convencer todavía de hacer una condena oficial de la deportación de los judíos romanos. ... Dado que actualmente se piensa que los alemanes no tomarán más medidas contra los judíos de Roma, la cuestión de nuestras relaciones con el Vaticano puede considerarse cerrada"."
Después de recibir una sentencia de muerte, Adolf Eichmann escribió en su diario un relato de la redada de judíos romanos: "En ese momento, mi oficina recibió la copia de una carta, que entregué inmediatamente a mis superiores directos, enviada por la Iglesia católica de Roma, en la persona de Obispo Hudal, al comandante de las fuerzas alemanas en Roma, el general Stahel. La Iglesia protestaba enérgicamente por la detención de judíos de nacionalidad italiana, solicitando que se interrumpieran inmediatamente tales acciones en toda Roma y sus alrededores. Por el contrario, el Papa lo denunciaría públicamente... La Curia se enfadó especialmente porque estos incidentes se estaban produciendo prácticamente bajo las ventanas del Vaticano. Pero, precisamente en ese momento, sin prestar atención a la posición de la Iglesia, el Gobierno fascista italiano aprobó una ley que ordenaba la deportación de todos los judíos italianos a campos de concentración ... Las objeciones dadas y el excesivo retraso en los pasos necesarios para completar la ejecución de la operación dieron lugar a que gran parte de los judíos italianos pudieran esconderse y escapar de la captura."
La historiadora Susan Zuccotti, autora de Bajo sus mismas ventanas: El Vaticano y el Holocausto en Italia, escribió: "Sin embargo, si el Papa permanecía en silencio, permitía que monjas, monjes, sacerdotes y prelados de su diócesis, incluidos varios de la Vicaría, se implicaran en el rescate de judíos. Muchas instituciones de la Iglesia, incluidas las propiedades del Vaticano, albergaron a los judíos junto con otro tipo de fugitivos durante largos períodos". James Kurth, en su ensayo La difamación del Papa Pío XII, escribe que ella [Susan Zuccotti] "se empeña en argumentar que Pío XII permitió incluso la deportación de los judíos de Roma "bajo sus mismas ventanas". Para ello, tiene que guardar silencio sobre el número mucho mayor de judíos romanos que la Iglesia, con la aprobación del Papa, escondió dentro de una amplia red de monasterios, conventos, escuelas y hospitales, 'bajo las mismas ventanas' de la Gestapo y la policía fascista colaboradora"." Kurth concluye su artículo "Es una demostración de la depravación e hipocresía de estos liberales y radicales que pretenden conseguir el silencio y la pasividad del Papa y de la Iglesia durante este holocausto actual y en curso [el aborto], acusándoles falsamente de cometer los crímenes del silencio y la pasividad durante el Holocausto de hace sesenta años"."
En agosto de 2006, extractos del diario de 60 años de una monja del Convento de Santi Quattro Coronati se publicaron en la prensa italiana, afirmando que el Papa Pío XII ordenó a los conventos y monasterios de Roma esconder a los judíos durante la Segunda Guerra Mundial.

### Conversiones de judíos al catolicismo
La conversión de judíos al catolicismo durante el Holocausto es uno de los aspectos más controvertidos del historial del Papa Pío XII durante ese período. Según Roth y Ritner, "este es un punto clave porque, en los debates sobre Pío XII, sus defensores señalan regularmente las denuncias de racismo y la defensa de los judíos conversos como prueba de la oposición al antisemitismo de todo tipo". El Holocausto es uno de los ejemplos más agudos del "tema recurrente y agudamente doloroso en el diálogo católico-judío", a saber, "los esfuerzos cristianos por convertir a los judíos".

### Encuentro con Churchill
En agosto de 1944, tras la liberación de Roma, Pío se reunió con el primer ministro británico Winston Churchill, que estaba de visita en la ciudad. En su encuentro, el Papa reconoció la justicia de castigar a los criminales de guerra, pero expresó la esperanza de que el pueblo de Italia no fuera castigado, sino que, al continuar la guerra, esperaba que se convirtiera en "aliado pleno".

## Holocausto por países

### Austria
En 1941, el cardenal Theodor Innitzer de Viena informó a Pío de las deportaciones de judíos en Viena.

### Croacia
El arzobispo Stepinac convocó un sínodo de obispos croatas en noviembre de 1941. El sínodo hizo un llamamiento al líder croata Ante Pavelić para que tratara a los judíos "lo más humanamente posible, teniendo en cuenta que había tropas alemanas en el país". El Vaticano respondió con elogios a Marcone por lo que el sínodo había hecho por los "ciudadanos de origen judío", aunque el historiador israelí Menachem Shelah demuestra que el sínodo sólo se preocupó por los judíos conversos. Pío XII elogió personalmente al sínodo por su "valor y decisión".

### Francia
Más tarde, en 1941, cuando el mariscal francés Philippe Pétain le preguntó si el Vaticano se oponía a las leyes antijudías, Pío respondió que la Iglesia condenaba el antisemitismo, pero que no comentaría normas específicas. Del mismo modo, cuando el régimen de Philippe Pétain adoptó los "estatutos judíos", al embajador de Vichy en el Vaticano, Léon Bérard (un político francés), se le dijo que la legislación no entraba en conflicto con las enseñanzas católicas. Valerio Valeri, el nuncio en Francia se sintió "avergonzado" cuando se enteró de esto públicamente por Pétain y comprobó personalmente la información con el cardenal secretario de Estado Maglione
Sin embargo, en junio de 1942 Pío protestó personalmente contra las deportaciones masivas de judíos desde Francia, ordenando al nuncio papal que protestara ante el mariscal Pétain contra "las inhumanas detenciones y deportaciones de judíos". En octubre de 1941, Harold Tittman, delegado estadounidense en el Vaticano, pidió al Papa que condenara las atrocidades contra los judíos; Pío respondió que el Vaticano deseaba permanecer "neutral", reiterando la política de neutralidad que Pío invocó ya en septiembre de 1940.

### Hungría
Antes de que comenzara el Holocausto, en 1938 tuvo lugar en Budapest, Hungría, una Conferencia Eucarística Internacional. El cardenal Pacelli se dirigió al congreso y describió a los judíos como personas "cuyos labios maldicen [a Cristo] y cuyos corazones lo rechazan incluso hoy". Michael Phayer afirma que el momento de la declaración, durante un periodo en el que Hungría estaba en proceso de formular nuevas leyes antisemitas, iba en contra de la declaración de septiembre del Papa Pío XI que instaba a los católicos a honrar a su padre espiritual Abraham.
En marzo de 1944, a través del nuncio papal en Budapest, Angelo Rotta, el papa instó al gobierno de Hungría a moderar su trato a los judíos. El Papa también ordenó a Rotta y a otros legados papales que escondieran y acogieran a los judíos. Estas protestas, junto con otras del rey de Suecia, la Cruz Roja Internacional, los Estados Unidos y Gran Bretaña, llevaron al cese de las deportaciones el 8 de julio de 1944. También en 1944, Pío hizo un llamamiento a 13 gobiernos latinoamericanos para que aceptaran los "pasaportes de emergencia", aunque también fue necesaria la intervención del Departamento de Estado de EE. UU. para que esos países respetaran los documentos.

### Lituania
El cardenal secretario de Estado Luigi Maglione recibió una petición del rabino jefe de Palestina Yitzhak HaLevi Herzog en la primavera de 1939 para que intercediera en favor de los judíos lituanos que iban a ser deportados a Alemania. Pío llamó a Ribbentrop el 11 de marzo, protestando repetidamente contra el trato a los judíos. En su encíclica de 1940 Summi Pontificatus, Pío rechazó el antisemitismo, afirmando que en la Iglesia católica no hay "ni gentil ni judío, ni circuncisión ni incircuncisión". En 1940, Pío pidió a los miembros del clero, con membrete del Vaticano, que hicieran todo lo posible en favor de los judíos internados.

### Los Países Bajos
Después de que Alemania invadiera los Países Bajos durante 1940, Pío XII envió expresiones de simpatía a la reina de los Países Bajos, al rey de Bélgica y a la gran duquesa de Luxemburgo. Cuando Mussolini se enteró de las advertencias y de los telegramas de simpatía, los tomó como una afrenta personal e hizo que su embajador en el Vaticano presentara una protesta oficial, acusando a Pío XII de haber tomado partido contra el aliado de Italia, Alemania. El ministro de Asuntos Exteriores de Mussolini afirmó que Pío XII estaba "dispuesto a dejarse deportar a un campo de concentración, antes que hacer algo contra su conciencia".
Cuando los obispos holandeses protestaron contra la deportación de judíos en tiempos de guerra en 1942, los nazis respondieron con medidas más duras acorralando a 92 conversos, entre ellos Edith Stein, que fueron deportados y asesinados. "La brutalidad de las represalias causó una enorme impresión en Pío XII."

### Eslovaquia
En septiembre de 1941, Pío se opuso a un código judío eslovaco, que, a diferencia de los anteriores códigos de Vichy, prohibía los matrimonios mixtos entre judíos y no judíos.
En 1942, el encargado de negocios eslovaco le dijo a Pío que los judíos de Eslovaquia estaban siendo enviados a campos de concentración. El 11 de marzo de 1942, varios días antes de la salida del primer transporte, el encargado de negocios en Bratislava informó al Vaticano: "Me han asegurado que este plan atroz es obra del Primer Ministro. El primer ministro (Tuka), que confirmó el plan ... se atrevió a decirme -él, que hace tanta gala de su catolicismo- que no veía nada inhumano ni anticristiano en él ... la deportación de 80.000 personas a Polonia, equivale a condenar a un gran número de ellas a una muerte segura."  El Vaticano protestó ante el gobierno eslovaco que "deplora estas ... medidas que hieren gravemente los derechos humanos naturales de las personas, simplemente por su raza".
El 7 de abril de 1943, monseñor Domenico Tardini, uno de los asesores más cercanos a Pío, le dijo a éste que sería políticamente ventajoso después de la guerra tomar medidas para ayudar a los judíos eslovacos.

## Supuesto silencio
La historiadora Susan Zuccotti sostuvo que "Pío XII, el jefe de la Iglesia Católica Romana durante la Segunda Guerra Mundial, no se pronunció públicamente contra la destrucción de los judíos. Este hecho rara vez se discute, ni puede hacerlo. Las pruebas de una protesta pública, si existieran, serían fáciles de presentar. No existe". El historiador eclesiástico William Doino (autor de The Pius War: Respuestas a las críticas de Pío XII) refuta la afirmación de Zuccotti, y ha dicho que Pío XII "no se quedó callado, y de hecho condenó los horribles crímenes de los nazis -a través de Radio Vaticano, su primera encíclica, Summi Pontificatus, sus principales discursos (especialmente sus alocuciones de Navidad), y L'Osservatore Romano" y "intervino, una y otra vez, en favor de los judíos perseguidos, particularmente durante la ocupación alemana de Roma, y fue citado y aclamado por los propios salvadores católicos como su líder y director". De hecho, Pío XII dijo en el discurso de Navidad que la humanidad debía un voto "a los cientos de miles de personas que, sin ninguna culpa por su parte, a veces sólo por su nacionalidad o raza, han sido consignados a la muerte o al lento exterminio"."
En Una historia del cristianismo, Michael Burleigh escribe:

Por razones de carácter personal o de formación profesional como diplomático, sus declaraciones [las de Pío] eran excesivamente cautelosas y estaban envueltas en un lenguaje involutivo que es difícil de entender para muchos, especialmente en esta época del resonante sound-bite y del omnipresente rent-a-moralist.

Según Giovanni Maria Vian, de la revista vaticana de los jesuitas La Civiltà Cattolica las raíces del supuesto "silencio" de Pío, lo que él denomina "una leyenda negra", comienza a principios de 1939 con la denuncia del intelectual católico francés Emmanuel Mounier que cuestionaba la no censura del Papa a la agresión italiana de Italia hacia Albania y escribía "el escándalo de este silencio". Señala además que en 1951 otro intelectual católico francés, François Mauriac, escribió en la introducción de un libro del "judío Poliakov" que "nunca tuvimos el consuelo de oír al sucesor de Galilea, Simón Pedro, [es decir Pío XII] utilizar palabras claras y precisas, en lugar de alusiones diplomáticas, para condenar las innumerables crucifixiones de los 'hermanos del Señor' [es decir, del pueblo judío]".
El representante británico ante el Vaticano escribió lo siguiente en 1942: "Una política de silencio respecto a tales ofensas contra la conciencia del mundo debe implicar necesariamente una renuncia al liderazgo moral y la consiguiente atrofia de la influencia del Vaticano". El propio Pío señaló el 3 de agosto de 1946 que "condenamos en varias ocasiones en el pasado la persecución que un antisemitismo fanático infligió al pueblo hebreo". Garry Wills comenta que "esto es una falsedad deliberada. Nunca mencionó públicamente el Holocausto". Michael Phayer señala que, a excepción de los "términos muy cautelosos" utilizados en el mensaje de Navidad de 1942, el Papa Pío no se pronunció públicamente sobre el Holocausto. Paul Johnson escribió "El Papa no dio ninguna orientación. Pío XII aconsejó a todos los católicos de todas partes que lucharan con valor y caridad" y "Lo que hizo que Pío guardara silencio, aparte de la natural timidez y el temor por la seguridad del propio Vaticano, fue sin duda su creencia de que una ruptura total entre Roma y Hitler conduciría a una Iglesia católica alemana separatista. "
Ronald Rychlak señala que se registró que Pío dijo "Sin duda, una protesta me habría ganado la alabanza y el respeto del mundo civilizado, pero habría sometido al pobre judío a un destino aún peor. " Guenter Lewy señala que algunos escritores han sugerido que una protesta pública del Papa sólo habría empeorado las cosas para los judíos, pero comenta: "Dado que la condición de los judíos difícilmente podría haber empeorado, y podría haber cambiado para mejor, como resultado de una denuncia papal, uno podría preguntarse por qué la Iglesia no arriesgó el bienestar y la seguridad de los católicos y del Vaticano". Michael Phayer señala que Pío XII presentó excusas similares en 1940, pero comenta que "esta justificación no puede tomarse en serio. " Sin embargo, vale la pena señalar que mientras se exterminaba a los judíos europeos, los nazis nunca mataron sistemáticamente a los Mischlinge', o personas de ascendencia parcialmente judía. Frank Coppa escribió: "También durante la Segunda Guerra Mundial, el enfoque diplomático de Papa Pacelli a menudo restringió su misión moral, negándose a condenar abiertamente las acciones malvadas del nazismo, incluyendo su genocidio, cuando parecía que podría triunfar, pero denunciándolo como satánico cuando fue derrotado"."
Martin Rhonheimer comenta: "Los apologistas católicos bien intencionados siguen produciendo informes sobre las condenas de la Iglesia al nazismo y al racismo. Pero éstos no responden realmente a las críticas hacia la Iglesia. El verdadero problema no es la relación de la Iglesia con el nacionalsocialismo y el racismo, sino la relación de la Iglesia con los judíos. Aquí necesitamos lo que la Iglesia insta hoy: una "purificación de la memoria y de la conciencia". La innegable hostilidad de la Iglesia católica hacia el nacionalsocialismo y el racismo no puede utilizarse para justificar su silencio sobre la persecución de los judíos. Una cosa es explicar históricamente este silencio y hacerlo comprensible. Otra cosa es utilizar esas explicaciones con fines apologéticos".
El cardenal Tisserant, un alto miembro de la curia romana, escribió al cardenal Suhard, arzobispo de París, cuando las fuerzas nazis estaban invadiendo Francia en junio de 1940. Tisserant expresó su preocupación por el racismo de los nazis, la destrucción sistemática de sus víctimas y la reserva moral del Papa Pío XII: "Temo que la historia se vea obligada en su momento a culpar a la Santa Sede de una política acomodada a su propio beneficio y poco más. Y eso es muy triste, sobre todo cuando se ha vivido bajo Pío XI".
El presidente Franklin D. Roosevelt envió a Myron C. Taylor como su representante especial en el Vaticano en septiembre de 1941. Su ayudante, Harold Tittman, señaló repetidamente a Pío los peligros para su liderazgo moral por no pronunciarse contra las violaciones de la ley natural llevadas a cabo por los nazis. Pío XII respondió que no podía nombrar a los nazis sin mencionar al mismo tiempo a los bolcheviques.
Pío XII tampoco condenó nunca públicamente la masacre nazi de entre 1,8 y 1,9 millones de gentiles polacos, en su mayoría católicos (incluidos 2.935 miembros del clero católico), ni condenó nunca públicamente a la Unión Soviética por la muerte de más de 100 000 ciudadanos polacos, en su mayoría católicos, incluyendo un número incalculable de clérigos.
En una entrevista, el padre Peter Gumpel afirmó que el prólogo de Robert Kempner (antiguo fiscal estadounidense de los crímenes de guerra de Núremberg) al libro de Jeno Levai de 1968 "Hungarian Jewry and the Papacy" afirma que el papa Pío sí se quejó a través de los canales diplomáticos de la situación de los judíos húngaros, pero que cualquier protesta pública no habría servido de nada.

## Elogios de los líderes judíos

### Los elogios de los líderes judíos en la posguerra
Pinchas Lapide, teólogo judío y diplomático israelí en Milán en la década de 1960, escribió en Tres Papas y los judíos que los católicos fueron "decisivos para salvar al menos a 700 000, pero probablemente hasta 860 000 judíos de una muerte segura a manos de los nazis". Algunos historiadores han cuestionado esta cifra tan citada, a la que Lapide llegó "deduciendo todas las reclamaciones razonables de rescate" por parte de los no católicos del número de judíos que, según él, lograron escapar al mundo libre desde las zonas controladas por los nazis durante el Holocausto.
Según el rabino David Dalin, en las consecuencias de la guerra, algunos de los líderes judíos que aclamaron a Pío XII como un gentilhombre justo por su labor de salvar a miles de judíos fueron el científico Albert Einstein, los primeros ministros israelíes Golda Meir y Moshe Sharett, y el rabino jefe Yitzhak HaLevi Herzog.
El rabino jefe de Roma, Israel Zolli, se refugió en el Vaticano tras la ocupación nazi de Roma en 1943. A la llegada de las fuerzas aliadas a Roma, el 4 de junio de 1944, Israel Zolli reasumió el cargo de Gran Rabino y en el mes de julio siguiente celebró una ceremonia solemne en la Sinagoga, que fue transmitida por radio, para expresar públicamente la gratitud de la comunidad judía a Pío XII, por la ayuda prestada durante la persecución nazi. Además, el 25 de julio de 1944 acudió al Vaticano a una audiencia para agradecer oficialmente al Papa lo que, personalmente o a través de los católicos, había hecho en favor de los judíos, acogiéndolos o escondiéndolos en conventos y monasterios, para salvarlos del odio racista de las SS. Nazis; disminuyendo así el ya inmenso número de víctimas. Después de la guerra se convirtió al catolicismo y tomó el nombre de "Eugenio" en honor al Papa Pío XII.
El 21 de septiembre de 1945, el secretario general del Consejo Judío Mundial, el doctor León Kubowitzky, entregó una cantidad de dinero al papa, "en reconocimiento a la labor de la Santa Sede en el rescate de los judíos de las persecuciones fascistas y nazis". Después de la guerra, en el otoño de 1945, Harry Greenstein, de Baltimore, amigo íntimo del Gran Rabino Herzog de Jerusalén, le dijo a Pío lo agradecidos que estaban los judíos por todo lo que había hecho por ellos. El Papa respondió: "Lo único que lamento es no haber podido salvar a un mayor número de judíos".
El erudito católico Kevin Madigan interpreta tales elogios de destacados líderes judíos, incluida Golda Meir, como menos que sinceros; un intento de asegurar el reconocimiento del Vaticano al Estado de Israel.

## Historiografía

### Primeros relatos
La primera literatura sobre el liderazgo de Pío XII en tiempos de guerra fue positiva, incluyendo el libro de Halecki y Murray Pius XII: Eugenio Pacelli, Papa de la Paz (1954) y Retrato de Pío XII de Nazareno Padellaro (publicado por primera vez en italiano en 1949). Posteriormente, se escribieron relatos más críticos.
Pío XII murió en octubre de 1958. En 1959 los obispos alemanes emitieron una serie de declaraciones sobre el Holocausto en las que se reconocía la culpabilidad alemana, en particular la de los católicos y sus obispos. Michael Phayer consideró que no era casualidad que esperaran a la muerte de Pío antes de pronunciarse y que todos los que no habían guardado silencio fueran nombrados después de la guerra. Durante el muy publicitado juicio de Adolf Eichmann en 1960, surgió una pregunta relacionada con el conocimiento del Vaticano sobre el Holocausto y si la negativa del Papa Pío a hablar se basaba en el miedo a lo que pudiera ocurrir con los católicos alemanes. Esto desencadenó un debate público en Alemania sobre la relación de la Iglesia con el Holocausto y Michael Phayer identifica este momento como el momento en que la alta reputación de Pío XII comenzó a decaer.
E. El artículo de W. Bockenforde publicado en la revista católica "Hochland" en 1961 dio lugar a vehementes ataques por parte de muchos católicos. En 1962 el historiador Friedrich Heer comentó que "En 1945 la situación era tan crítica que sólo un gigantesco intento de ocultación pudo ... salvar y restaurar la cara del cristianismo oficial en Alemania ... Tengo que confesar que todos los católicos, desde los más altos hasta los más bajos -sacerdotes, capellanes, laicos (antisemitas hasta el día de hoy)- son corresponsables del asesinato en masa de los judíos".
En 1960 Guenter Lewy comenzó a trabajar en su libro "La Iglesia católica y la Alemania nazi", peinando los registros de los archivos diocesanos, estatales y del partido alemán, y publicando finalmente la obra en 1964. Aunque reconoce que la Iglesia es jerárquica, no es inmune a la influencia de sus ramas y, por lo tanto, no se centra exclusivamente en el papel de Pío XII. Lewy escribió: "Es sintomático de la audacia con la que algunos escritores católicos después de 1945 han falsificado importantes documentos del período nazi"
En 1963, Rolf Hochhuth puso en escena su obra de teatro El representante (o El diputado), que presentaba a Pío como antisemita e indiferente al Holocausto. La Enciclopedia Británica calificó la representación de "antihistórica" y carente de "fundamento creíble". John Cornwell, un crítico de Pío, describió la obra como "ficción histórica basada en escasa documentación" y "está tan lejos de la realidad que resulta ridícula".
Saul Friedländer, cuyos padres fueron asesinados en Auschwitz, publicó su libro Pío XII y el Tercer Reich en medio de la polémica en torno a El adjunto, en 1964. Se basó en gran medida en fuentes primarias y se concentró en la correspondencia diplomática entre la Santa Sede y Alemania. Friedländer esperaba que el Vaticano abriera sus propios archivos y en 1964 el Papa Pablo VI encargó a un grupo de jesuitas la edición y publicación de los registros del Vaticano. Estos fueron publicados en once volúmenes entre 1965 y 1981.
Carlo Falconi publicó en 1965 "El silencio del Papa" y siguió con "Los Papas del siglo XX" en 1967, en el que criticaba a Pío XII por "no hablar"; "también fue culpable de un silencio inadmisible sobre los millones de víctimas civiles del nazismo: judíos, polacos, serbios, rusos, gitanos y otros". Falconi fue el primero en investigar y dar a conocer las atrocidades cometidas por los Ustashe croatas contra judíos y serbios. Joseph Bottum considera estos primeros ataques, de Lewy, Friedländer y Falconi, como "más serios y eruditos" y "para los estándares de hoy, bastante moderados y reflexivos".

#### El vicario

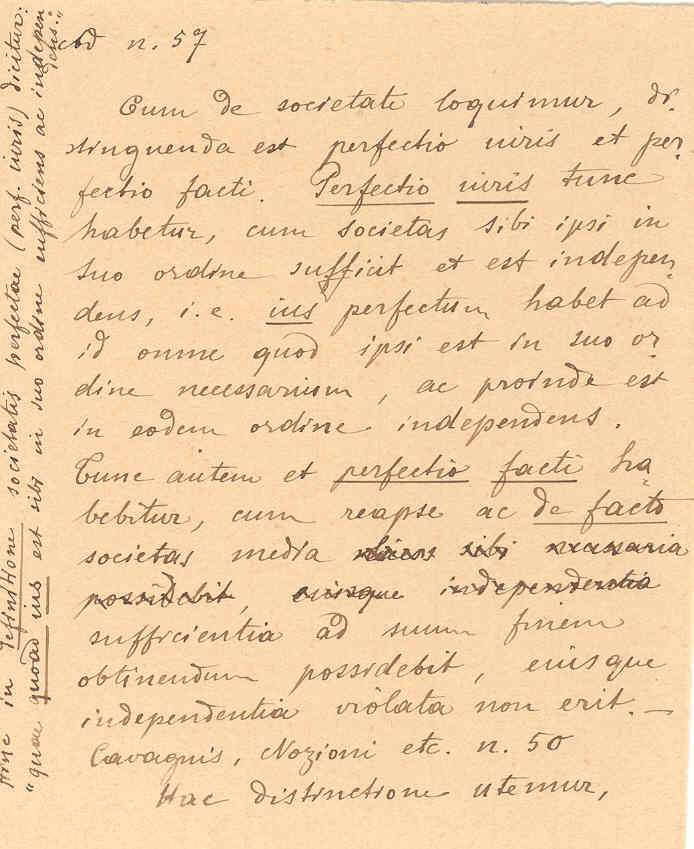
Una rara escritura de 1899 de Eugenio Pacelli con texto en latín

En 1963, el controvertido drama de Rolf Hochhuth Der Stellvertreter. Ein christliches Trauerspiel (El diputado, una tragedia cristiana, estrenado en inglés en 1964) presentaba al Papa Pío XII como un hipócrita que guardó silencio sobre el Holocausto. Libros como el del Dr. Joseph Lichten, Una cuestión de juicio (1963), escrito en respuesta a El diputado, defendían la actuación de Pío XII durante la guerra. Lichten calificó cualquier crítica a las acciones del Papa durante la Segunda Guerra Mundial como "una paradoja estupefaciente" y dijo que "nadie que lea el historial de las acciones de Pío XII en favor de los judíos puede suscribir la acusación de Hochhuth". A la publicación de El adjunto siguieron también trabajos académicos críticos como el de Guenter Lewy, La Iglesia católica y la Alemania nazi (1964). La conclusión de Lewy era que "el Papa y sus consejeros -influidos por la larga tradición de antisemitismo moderado tan ampliamente aceptada en los círculos vaticanos- no veían la difícil situación de los judíos con un verdadero sentido de urgencia e indignación moral". No es posible documentar esta afirmación, pero es una conclusión difícil de evitar" Carlo Falconi (1967) calificó de burda e inexacta la descripción de Hochhuth, pero no acepta las explicaciones que los apologistas de Pío han dado sobre su supuesto silencio. En particular, rechaza la defensa de no empeorar las cosas con la denuncia pública, ya que ningún destino podía ser peor que el que sufrían los judíos, y que en la única ocasión en que los obispos se pronunciaron contra la eutanasia de los discapacitados, los nazis se echaron atrás. También rechazó la defensa de que el Papa no sabía lo que estaba ocurriendo, ya que, en su opinión, esto se contradice directamente con los casos en los que Pío hizo intervenciones diplomáticas. En 2002 la obra fue adaptada en la película Amén
Un artículo de la revista vaticana de los jesuitas La Civiltà Cattolica de marzo de 2009 indicaba que las acusaciones que la obra de Hochhuth dio a conocer no se originaron entre los judíos sino en el bloque comunista. Fue la Radio de Moscú, el 2 de junio de 1945, la primera que dirigió contra Pío XII la acusación de negarse a hablar contra los exterminios en los campos de concentración nazis. También fue la primera en llamarlo "el Papa de Hitler". La misma revista, durante el pontificado de Pío, seguía acusando a los judíos de ser "asesinos de Cristo" y de participar en asesinatos rituales hasta 1942.
El desertor y ex general de la Securitate el general Ion Mihai Pacepa ha declarado que la obra de Hochhuth y las numerosas publicaciones que atacan a Pío XII como supuesto simpatizante nazi fueron invenciones del KGB y del bloque del Este marxista servicios secretos que dirigían una campaña para desacreditar la autoridad moral de la Iglesia y el cristianismo en Occidente. Pacepa también afirma que estuvo involucrado en el contacto con agentes del bloque oriental cercanos al Vaticano para fabricar la historia que se utilizaría para el ataque contra el Papa en tiempos de guerra.

### La defensa del papa Pío XII por parte de Pablo VI
Durante su visita a Jordania e Israel en 1964, Pablo VI habló apasionadamente en defensa de Pío durante su despedida de las autoridades israelíes. Dijo que todos saben lo que hizo en defensa y para el rescate de todos los que enfrentaban dificultades, sin distinción alguna. Añadió que no hay nada más injusto que este atropello contra una figura tan venerable.

### Literatura reciente

#### El Papa de HitleryEl mito del Papa de Hitler
En las últimas décadas, el legado de Pío XII en relación con el Holocausto ha sido objeto de literatura crítica y de apoyo. Autores como John Cornwell, Garry Wills, Michael Phayer, James Carroll, Susan Zuccotti y Daniel Goldhagen han escrito valoraciones críticas, mientras que historiadores judíos como Richard Breitman, David Dalin, Martin Gilbert, Pinchas Lapide, Jeno Levai y Michael Tagliacozzo, así como estudiosos no judíos como Pierre Blet, Antonio Gaspari, Robert A. Graham, Peter Gumpel, Margherita Marchione, Michael O'Carroll, Piertro Palazzini, Kenneth Whitehead, Ralph McInerny, Michael Feldkamp, M. L. T. Brown y Andrea Tornielli han escrito ampliamente sobre el trabajo que realizó para ayudar a los judíos durante la guerra.
En 1999, la controvertida obra de John Cornwell El Papa de Hitler fue muy crítica con Pío, argumentando que no había "hecho lo suficiente", ni "hablado lo suficiente" contra el Holocausto. Cornwell argumentó que toda la carrera de Pío como nuncio en Alemania, cardenal secretario de Estado y Papa se caracterizó por el deseo de aumentar y centralizar el poder del papado, y que subordinó la oposición a los nazis a ese objetivo. Además, sostuvo que Pío era antisemita y que esta postura le impedía preocuparse por los judíos europeos. (Las opiniones de Cornwell han evolucionado (como se indica más adelante), afirmando ahora que es incapaz de juzgar la motivación del Papa). En la evaluación de la Enciclopedia Británica, la descripción de Cornwell del Papa como antisemita, carecía de "fundamentos creíbles". Kenneth L. Woodward afirmó en su reseña en Newsweek que "los errores de hecho y la ignorancia del contexto aparecen en casi todas las páginas".
La obra de Cornwell fue la primera en tener acceso a los testimonios del proceso de beatificación de Pío, así como a muchos documentos de la nunciatura de Pacelli que acababan de ser abiertos bajo la regla de los setenta y cinco años por los archivos de la Secretaría de Estado del Vaticano. La obra de Cornwell fue muy controvertida. Muchos de los elogios a Cornwell se centraron en su controvertida afirmación de que era un católico practicante que había intentado absolver a Pío con su obra.
Las obras de Susan Zuccotti Bajo sus mismas ventanas: el Vaticano y el Holocausto en Italia (2000) y de Michael Phayer La Iglesia católica y el Holocausto, 1930-1965 (2000) proporcionaron más análisis críticos, aunque más eruditos, del legado de Pío.
En 2005, el historiador jesuita Vincent Lapomarda escribió:

Las recientes obras de José M. Sánchez, Pío XII y el Holocausto (2001) y de Justus George Lawler, Papas y política (2002), muestran lo realmente escandalosas que son las posiciones de muchos de los que han atacado al Papa Pío XII. Condenar a Pío por no aprovechar todas las oportunidades para protestar contra los crímenes contra los judíos pasa por alto el hecho de que ni siquiera pudo salvar a sus propios sacerdotes. Lo que es sorprendente es que la Iglesia Católica, bajo el liderazgo del Papa, hizo mucho más para ayudar a los judíos que cualquier otra agencia internacional o persona ... 

Varios estudiosos han respondido con relatos favorables sobre Pío XII, entre ellos el de Margherita Marchione, El tuyo es un testigo precioso: Memorias de judíos y católicos en la Italia de la guerra (1997), El Papa Pío XII: Architect for Peace (2000) y Consensus and Controversy: Defendiendo al Papa Pío XII (2002); Pío XII y la Segunda Guerra Mundial, según los archivos del Vaticano (1999) de Pierre Blet; y Hitler, la guerra y el Papa de Ronald J. Rychlak (2000). El historiador eclesiástico William Doino, autor de The Pius War: Responses to the Critics of Pius XII (La guerra de Pío: respuestas a las críticas de Pío XII), concluyó que Pío "no se callaba".
Como réplica específica al apelativo de Cornwell, el rabino e historiador estadounidense, David Dalin, publicó El mito del Papa de Hitler: Cómo el Papa Pío XII rescató a los judíos de los nazis en 2005 y reafirmó las versiones anteriores de que Pío había sido un salvador de miles de judíos de Europa. En una reseña del libro, el eminente historiador del Holocausto y biógrafo de Churchill, Sir Martin Gilbert, escribió que el trabajo de Dalin era "una contribución esencial para nuestra comprensión de la realidad del apoyo del Papa Pío XII a los judíos en su momento de mayor peligro". Es de esperar que su relato sustituya a la versión divisiva y perjudicial de la negligencia papal, e incluso de la colaboración, que ha mantenido el campo durante demasiado tiempo".
Cinco años después de la publicación de El Papa de Hitler, Cornwell declaró: "Ahora sostendría, a la luz de los debates y las pruebas que siguieron a El Papa de Hitler, que Pío XII tenía tan poco margen de acción que es imposible juzgar los motivos de su silencio durante la guerra, mientras Roma estaba bajo el talón de Mussolini y más tarde ocupada por Alemania." En 2009 Cornwell escribió sobre los "compañeros de viaje", es decir, aquellos sacerdotes en la Alemania nazi que aceptaron los beneficios que venían con el Reichskonkordat pero que no condenaron el régimen nazi al mismo tiempo. Cita al Cardenal Pacelli (el futuro Papa Pío XII) como ejemplo de "compañero de viaje" que estaba dispuesto a aceptar la generosidad de Hitler en el ámbito educativo (más escuelas, profesores y plazas de alumnos), siempre y cuando la Iglesia se retirara del ámbito social y político, al mismo tiempo que se despedía a los judíos de las universidades y se reducían las plazas de alumnos judíos. Por ello, considera que Pacelli está efectivamente en connivencia con la causa nazi, si no es de forma intencionada. Además, sostiene que Monseñor Kass, que participó en las negociaciones para el Reichskonkordat, y que en ese momento era el jefe del Partido de Centro católico romano, convenció a los miembros de su partido, con la aquiescencia de Pacelli, en el verano de 1933 para que Hitler adquiriera poderes dictatoriales. Sostiene que el voto del Partido del Centro Católico fue decisivo en la adopción de los poderes dictatoriales por parte de Hitler y que la posterior disolución del partido se debió a la instigación de Pacelli. Varios estudiosos han respondido con relatos favorables sobre Pío XII, entre ellos el de Margherita Marchione, El tuyo es un testigo precioso: Memorias de judíos y católicos en la Italia de la guerra (1997), El Papa Pío XII: Architect for Peace (2000) y Consensus and Controversy: Defendiendo al Papa Pío XII (2002); Pío XII y la Segunda Guerra Mundial, según los archivos del Vaticano (1999) de Pierre Blet; y Hitler, la guerra y el Papa de Ronald J. Rychlak (2000). El historiador eclesiástico William Doino, autor de The Pius War: Responses to the Critics of Pius XII (La guerra de Pío: respuestas a las críticas a Pío XII), concluyó que Pío "no se callaba".
Como réplica específica al apelativo de Cornwell, el rabino e historiador estadounidense, David Dalin, publicó El mito del Papa de Hitler: Cómo el Papa Pío XII rescató a los judíos de los nazis en 2005 y reafirmó las versiones anteriores de que Pío había sido un salvador de miles de judíos de Europa. En una reseña del libro, el eminente historiador del Holocausto y biógrafo de Churchill, Sir [artin Gilbert, escribió que el trabajo de Dalin era "una contribución esencial para nuestra comprensión de la realidad del apoyo del Papa Pío XII a los judíos en su momento de mayor peligro". Es de esperar que su relato sustituya a la versión divisiva y perjudicial de la negligencia papal, e incluso de la colaboración, que ha mantenido el campo durante demasiado tiempo".
Cinco años después de la publicación de El Papa de Hitler, Cornwell declaró: "Ahora sostendría, a la luz de los debates y las pruebas que siguieron a El Papa de Hitler, que Pío XII tenía tan poco margen de acción que es imposible juzgar los motivos de su silencio durante la guerra, mientras Roma estaba bajo el talón de Mussolini y más tarde ocupada por Alemania." En 2009 Cornwell escribió sobre los "compañeros de viaje", es decir, aquellos sacerdotes en la Alemania nazi que aceptaron los beneficios que venían con el Reichskonkordat pero que no condenaron el régimen nazi al mismo tiempo. Cita al Cardenal Pacelli (el futuro Papa Pío XII) como ejemplo de "compañero de viaje" que estaba dispuesto a aceptar la generosidad de Hitler en el ámbito educativo (más escuelas, profesores y plazas de alumnos), siempre y cuando la Iglesia se retirara del ámbito social y político, al mismo tiempo que se despedía a los judíos de las universidades y se reducían las plazas de alumnos judíos. Por ello, considera que Pacelli está efectivamente en connivencia con la causa nazi, si no es de forma intencionada. Además, sostiene que Monseñor Kass, que participó en las negociaciones para el Reichskonkordat, y que en ese momento era el jefe del Partido de Centro católico romano, convenció a los miembros de su partido, con la aquiescencia de Pacelli, en el verano de 1933 para que Hitler adquiriera poderes dictatoriales. Sostiene que el voto del Partido del Centro Católico fue decisivo en la adopción de los poderes dictatoriales por parte de Hitler y que la posterior disolución del partido se debió a la instigación de Pacelli.

### Controversia - "Las guerras de Pío"
Se han publicado muchos libros sobre el tema de Pío XII y el holocausto, a menudo acompañados de un acalorado debate, de manera que se ha descrito como las "Guerras de Pío".
Michael Burleigh comenta que "hacer uso del Holocausto como el mayor garrote moral para usar contra la Iglesia, simplemente porque a uno no le gusta su política sobre el aborto, la anticoncepción, los sacerdotes homosexuales o el Medio Oriente, es tan obsceno como cualquier intento de explotar la muerte de seis millones de judíos europeos con fines políticos. "
Un portavoz de los diecinueve eruditos católicos que escribieron una carta al Papa Benedicto XVI en 2010 pidiendo que se ralentizara el proceso de santidad de Pío XII, y en la que se afirmaba que "el Papa Pío XII no emitió una declaración claramente redactada, condenando incondicionalmente la matanza y el asesinato al por mayor de los judíos europeos", afirmó que "todos somos católicos practicantes. Somos fieles al Santo Padre".
Joseph Bottum señala la opinión de Philip Jenkins de que las críticas no se refieren realmente a Pío XII: "Philip Jenkins entiende que no se trata en absoluto de Pío XII, sino simplemente de un tropo conveniente con el que los comentaristas estadounidenses expresan lo que él llama una forma totalmente nueva de anticatolicismo. Otros lo ven en una continuidad de la aversión estadounidense más anticuada hacia la Puta de Babilonia que habita en Roma, hilando tramas jesuíticas. "
Daniel Goldhagen describe a los defensores de la Iglesia que utilizan a Pío XII como un pararrayos para desviar la atención de la gente de las cuestiones más amplias, centrando la atención en los puntos favorables y ocultando otros. Además, sostiene que quienes utilizan la identidad de una persona como judía, católica o alemana como herramienta para promover su causa traicionan mucho sobre sí mismos, ya que tales tácticas se utilizan a menudo para sofocar el debate sobrio desviando la atención de la verdad, como se ejemplifica con la acusación de "anticatolicismo" por parte de los apologistas.  Daniel Goldhagen señala los comentarios del padre Peter Gumpel que describe a los opositores de Pío XII como la "facción judía" que tiene algo en contra de los católicos.
Garry Wills reconoce que la respuesta de Pío al Holocausto puede haberse basado en una creencia sincera, aunque equivocada, de que estaba haciendo lo correcto. Sin embargo, deplora los argumentos "que defienden a Pío con falsas lecturas de la historia" y por "las distorsiones con las que el Vaticano intenta negar su propia y lamentable historia con respecto a los judíos". La negación de Pío de su propio silencio, perpetrada por quienes deben hacer afirmaciones falsas para defender las palabras de un santo, lo convertiría en la fuente de una nueva ronda de engaños estructurada en deshonestidades pasadas".

## Comisión Histórica Internacional Católico-Judía
En 1999, en un intento de abordar parte de esta controversia, la Comisión Histórica Internacional Católico-Judía (Comisión Histórica), un grupo de tres eruditos católicos y tres eruditos judíos fue nombrado, respectivamente, por la Comisión de la Santa Sede para las Relaciones Religiosas con los Judíos (Comisión de la Santa Sede) y el Comité Judío Internacional para las Consultas Interreligiosas (CIJ), a quienes se les entregó un informe preliminar en octubre de 2000.
La Comisión no descubrió ningún documento, pero tuvo la tarea acordada de revisar los volúmenes existentes del Vaticano, que conforman las Actas y Documentos del Santo Sitio (ADSS). La Comisión estuvo dividida internamente sobre la cuestión del acceso a los documentos adicionales de la Santa Sede, el acceso a los medios de comunicación por parte de los miembros individuales de la comisión, y, las cuestiones que debían plantearse en el informe preliminar. Se acordó incluir las 47 preguntas individuales de los seis miembros, y utilizarlas como informe preliminar. Además de las 47 preguntas, la comisión no emitió ninguna conclusión propia. Afirmó que no era su tarea juzgar al Papa y a sus asesores, sino contribuir a una comprensión más matizada del papado durante el Holocausto.
Las 47 preguntas de los seis académicos se agruparon en tres partes: 
- (a) 27 preguntas específicas sobre documentos existentes,[213] en su mayoría pidiendo antecedentes e información adicional como los borradores de la encíclica Mit brennender Sorge, que fue escrita en gran parte por Eugenio Pacelli.[214]
- (b) Catorce preguntas trataban sobre temas de volúmenes individuales,[215] como la pregunta de cómo veía Pío el papel de la Iglesia durante la guerra.[216]
- c) Seis cuestiones generales,[217] como la ausencia de sentimientos anticomunistas en los documentos.[218]

El desacuerdo entre los miembros sobre los documentos adicionales encerrados bajo la regla de 70 años de la Santa Sede dio lugar a la interrupción de la Comisión en 2001 en términos amistosos. Insatisfecho con los resultados, el Dr. Michael Marrus, uno de los tres miembros judíos de la Comisión, dijo que la comisión "se topó con una pared de ladrillos. ... Habría sido realmente útil contar con el apoyo de la Santa Sede en este asunto".

## Polémica de Yad Vashem
Una inscripción en Yad Vashem afirma que el historial de Pío XII durante el Holocausto fue controvertido, y que negoció un concordato con los nazis, mantuvo la neutralidad del Vaticano durante la guerra y, anteriormente, declaró que no tomó ninguna iniciativa para salvar a los judíos.
En 1985, Pietro Palazzini fue homenajeado por el museo, donde protestó por las reiteradas críticas contra Pío, bajo cuyas instrucciones Palazzini declaró haber actuado. Palazzini, asesor teológico del Pontífice, había enseñado y escrito sobre la teología moral del Papa Pío XII.
David G. Dalin argumenta en El mito del Papa de Hitler que Yad Vashem debería honrar al Papa Pío XII como un "Gentil Justo", y documenta que Pío fue elogiado por todos los principales judíos de su época por su papel en la salvación de más judíos que Oskar Schindler.
El rabino David Rosen ha hecho una excepción al pie de foto, afirmando que cuando Pío murió tanto Moshe Sharett como Golda Meir enviaron telegramas afirmando que cuando la oscuridad reinaba en Europa, él fue uno de los pocos que levantó su voz de protesta. "Lo que dice Yad Vashem no es necesariamente erróneo", reconoció Rosen, "pero no nos da toda la información". El rabino Rosen citó más tarde al historiador Martin Gilbert, que dice que Pío salvó a miles de judíos.
A la luz de los últimos acontecimientos e investigaciones, el 1 de julio de 2012, Yad Vashem cambió la inscripción para señalar un "número considerable de actividades secretas de rescate" por parte de la Iglesia. Mientras que el antiguo texto afirmaba que el Papa "no intervino" en la deportación de judíos de Roma, la nueva inscripción dice que "no protestó públicamente". La exhibición también añadió un texto del discurso radiofónico de Pío en la Navidad de 1942 en el que habla de "cientos de miles de personas que, sin ninguna culpa por su parte", fueron asesinadas, pero también señala que no nombró específicamente a los judíos. La nueva redacción también ha eliminado la antigua afirmación de que el Concordato se firmó "incluso al precio de reconocer el régimen nazi". Yad Vashem indicó que la nueva inscripción se debe a "la investigación que se ha realizado en los últimos años y que presenta un panorama más complejo que el presentado anteriormente", incluyendo en parte la apertura de los archivos del Papa.

## Recordamos: Una reflexión sobre la Shoah
En el año 2000, el Papa Juan Pablo II, en nombre de todo el pueblo, pidió disculpas a los judíos insertando una oración en el Muro de las Lamentaciones que decía: "Estamos profundamente entristecidos por el comportamiento de aquellos que en el curso de la historia han hecho sufrir a los hijos de Dios, y pidiéndoles perdón, deseamos comprometernos en una auténtica fraternidad con el pueblo de la Alianza. "
Esta disculpa papal, una de las muchas emitidas por el Papa Juan Pablo II por los fallos humanos y eclesiásticos del pasado a lo largo de la historia, fue especialmente significativa porque Juan Pablo II subrayó la culpabilidad de la Iglesia por el antisemitismo y la condena del Concilio Vaticano II. La carta papal Recordamos: una reflexión sobre la Shoah instó a los católicos a arrepentirse "de los errores e infidelidades del pasado" y a "renovar la conciencia de las raíces hebreas de su fe".

## Desarrollo desde 2008
Del 15 al 17 de septiembre de 2008 se celebró en Roma una conferencia especial de estudiosos sobre Pío XII en el 50.º aniversario de su muerte, organizada por la Fundación Pave the Way. El Papa Benedicto XVI celebró una recepción para los participantes en la conferencia el 19 de septiembre de 2008, en la que elogió a Pío XII como un Papa que hizo todo lo posible por salvar a los judíos durante la guerra. Del 6 al 8 de noviembre de 2008 se celebró una segunda conferencia a cargo de la Academia Pontificia para la Vida.
El 9 de octubre de 2008, en el 50.º aniversario de la muerte de Pío XII, Benedicto XVI celebró una misa pontifical en su memoria. Poco antes y después de la misa, continuó la dialéctica entre algunos líderes religiosos judíos y el Vaticano, ya que el rabino Shear Yeshuv Cohen, de Haifa, se dirigió al Sínodo de los Obispos y expresó su decepción por el "silencio" de Pío XII durante la guerra.
El CRIF, una organización que representa a los judíos en Francia, se ha opuesto a la beatificación de Pío XII.
En un artículo escrito por él mismo en el New York Daily News, Gary Krupp, de la Pave the Way Foundation, describió cómo él y sus compañeros de investigación habían descubierto muchos documentos que detallaban actividades poco conocidas de Pacelli desde el principio de su carrera y más tarde como Pío, en las que prestaba ayuda a los judíos, y escribió que "es hora de que nuestros 'historiadores' corrijan esta negligencia académica e investiguen honestamente los archivos abiertos". También escribió "Debemos reconocer lo que Pío realmente hizo en lugar de criticarlo por lo que debería haber hecho. El Papa Pío debe ser elogiado por sus valientes acciones que salvaron más vidas judías que todos los líderes del mundo juntos".